# Хан Аспарух (фильм)
«Хан Аспару́х» (болг. Хан Аспарух) — трёхсерийный художественный фильм по роману Евгени Константинова «Дрезговини», снятый режиссёром Людмилом Стайковым в Болгарии в 1981 году (в советской прокатной версии — две серии). В основе сюжета находится личность Аспаруха и повествование о возникновении Первого Болгарского Царства.

## Сюжет
Аспарух — третий из пяти сыновей хана Великой Болгарии Кубрата.
После смерти Кубрата его сыновья разделились. Старший сын Баян унаследовал Великую Болгарию, но после ухода своих братьев с отдельными племенами, был покорён хазарами. Второй, Котраг, с племенем котрагов ушёл в Среднее Поволжье и основал государство Волжская Болгария. Аспарух унаследовал племя оногондуров и под давлением хазар откочевал за Дунай.
Заключив союз с местными семью славянскими племенами, Аспарух завоевал у Византии Добруджу и в 679 году основал Первое Болгарское царство. После тщетных попыток покорить болгарские земли, византийский император Константин IV признал Болгарское царство в 681 году.

## Актёры
- Стойко Пеев[болг.] — Аспарух
- Антоний Генов — Велизарий
- Васил Михайлов — Кубрат
- Ваня Цветкова — Пагане
- Аня Пенчева — Ернике
- Стефан Гецов — жрец Тангра
- Георги Черкелов — Василий, отец Велизария
- Йосиф Срчаджиев — Константин IV
- Иван Йорданов — Боян
- Мари Сюр — Ив
- Лора Кремен — мать Велизария
- Джоко Росич — Ичергу боил
- Велко Кнев — священник Константин
- Пётр Слабаков
- Борис Арабов

## Версии фильма
I. «Хан Аспарух» (болг. Хан Аспарух). Оригинальная болгарская версия состоящая из 3-х серий. 1. «Фанагория» — 92 мин.; 2. «Преселението» — 109 мин; 3. «Земя завинаги» — 122 мин. (Всего 5 ч. 23 мин.)
II. «Хан Аспарух». Сокращённая версия для советского кинопроката состоящая из 2-х серий. Фильм дублирован на Киевской киностудии им. А. Довженко (Главную роль на русский язык дублировал актёр Павел Морозенко). Фильм был снят с проката в 1985 году.
III. «681 — Величието на хана» («681 A.D. The glory of khan»). «Западная». Сокращенная прокатная версия для распространения за рубежом, выпущенная в 1984 году компанией «Warner Brothers». 95 мин.

## Награды
Награда за режиссуру, награда за операторскую работу, награда за лучшую мужскую роль (Васил Михайлов), награда за музыкальное оформление (Людмила Махалнишка) от Союза болгарских кинематографистов, Главный приз «Золотая роза», Приз зрительских симпатий на фестивале болгарских художественных фильмов в Варне 1982 г., Димитровская премия 1983 г.
Кроме того, фильм был подан Национальным кинематографическим советом Болгарии для заявки на «Оскар» за лучший фильм на иностранном языке, но не достиг шорт-листа номинации.